# سباق طواف فرنسا 1926
سباق طواف فرنسا 1926 من سلسلة سباقات سباق طواف فرنسا. أقيم هذا السباق في تاريخ 20 يونيو - 18 يوليو 1926 على 17 مراحل. بعد مرور 238 ساعة و44 دقيقة و25 ثانية وبعد طي 5745 كم بمتوسط 24.064 كم في الساعة فاز بالميدالية الذهبية لوسيان بيوس من بلجيكا، فيما حصد نيكولا فرانتز من لوكسمبورغ الميدالية الفضية، وكانت الميدالية البرونزية من نصيب بارتولوميو أيمو من إيطاليا.

## الميداليات
| ذهب                  | فضة                       | برونز                     |
| لوسيان بيوس - بلجيكا | نيكولا فرانتز - لوكسمبورغ | بارتولوميو أيمو - إيطاليا |